# Андрес Сеговија
Андрес Сеговија Торес, први маркиз Салобрење (шп. Andrés Segovia Torres, 21. фебруар 1893 – 2. јун 1987), познатији као Андрес Сеговија, био је виртуозни шпански класични гитариста из Линареса у Шпанији. Био је најважнија снага у поновном успостављању гитаре као концертног инструмента у 20. веку, пре свега кроз демонстрацију њеног изражајног и техничког потенцијала. Наставио је да изводи концерте и после 90. године. Многи познати класични гитаристи данашњице су Сеговијини ученици, или ученици његових ученика.
Сеговија је као дете учио клавир и виолончело, али није могао да се одврати од његовог интересовања за гитару, која је у то време била на малом угледу као инструмент погодан само за свирање у кафићима. Ниједан компетентан учитељ гитаре није био лако доступан, тако да је Сеговија учио сам, заснивајући своју технику углавном на сопственој интуицији.
Сеговијин допринос модерно-романтичном репертоару је био не само у сакупљању, већ и у транскрипцији класичних и барокних дела. Памћен је по својим изражајним наступима, широком палетом тона и својственој музичкој личности, изражавању и стилу.

## Биографија

### Младост
Сеговија је рођен у Линаресу (провинција Хаен у Шпанији). Као врло млад је послат да живи са стрицем Едуардом и стрином Маријом. Едуардо је уговорио Сеговијине прве музичке часове са професором виолине, након што је препознао Сеговијин таленат за музику. То се показало као лош увод у музику за младог Сеговију због професорове строгоће, те је Едуардо прекинуо часове. Његов стриц је решио да се пресели у Гранаду да би Андресу омогућио боље образовање. Након што су стигли у Гранаду, Сеговиа је поново почео своје музичко образовање. Сеговија је био свестан фламенка током својих година развоја као музичара али је изјавио како "нема укус" за тај стил и уместо тога је изабрао дела Сора, Тареге и других класичних композитора. Тарега је пристао да одржи неколико часова самоуком Сеговији, али је умро пре него што су имали прилике да се упознају, и Сеговија тврди да је његово рано музичко образовање укључивало "дуплу функцију професора и ученика у истом телу".

### Каријера
Сеговијин први јавни наступ је био у Гранади 1909, када је имао 16 година. Неколико година касније свирао је свој први професионални концерт у Мадриду, који је садржао дела Франсиска Тареге, а и сопствене транскрипције Ј. С. Баха. Упркос негодовању породице, која је хтела да он постане адвокат, и критиковању неких од Тарегиних ученика на рачун његове другачије технике, наставио је да марљиво проучава гитару. Поново је свирао у Мадриду 1912, у Париском Конзерваторијуму 1915, у Барселони 1916, и направио је успешну турнеју по Јужној Америци 1919. Сеговијин долазак на међународну сцену поклапао се са временом када је гитара оживљавала као концертни инструмент, добрим делом због Мигела Љобеа. У овој променљивој средини је Сеговија, захваљујући својој личности и умећу, заједно са развојем у снимању и емитовању, успео да учини гитару поново популарном. Године 1921, у Паризу, Сеговија је упознао Александреа Тансмана, који је касније написао више гитарских дела за Сеговију, између осталих и Кавантину, која је освојила награду на Међународном Такмичењу у Компоновању 1952. у Сијени.
У Гранади 1922. удружује се са Конкурсом Дубоке Песме (Concurso de Cante Jondo) који је промовисао шпански композитор Мануел де Фаља. Циљ у "класицизацији" Конкурса је био очување фламенка у његовој најчистијој форми, и одбрана од утицаја модерне музике. Сеговија се већ био развио као добар фламенко гитариста, али је његов правац била класика. На Конкурсу у Алхамбри, где је позван, свирао је Признање Дебисију од Фаље. Године 1923, Сеговија први пут посећује Мексико. Тамо је Мануел Понсе био толико одушевљен концертом да је написао критику у El Universal часопису. Касније је он написао многа дела за Сеговију, укључујући бројне сонате. 
Године 1924, Сеговија је посетио немачког мајстора (за жичане инструменте) Хермана Хаусера, након што је чуо неке његове инструменте на концерту у Минхену. 1928. Хаусер је направио Сеговији једну од гитара које је Андрес користио на турнеји по САД и на другим наступима до 1933. Сеговиа је наручио још једну гитару од Хаусера. и кад ју је добио, проследио је модел из 1928. свом пријатељу Софоклесу Папасу, који је касније исту ту гитару дао једном од својих ученика, познатом џез и класичном гитаристи Чарлију Бирду, који ју је користио на неколико својих албума. Сеговијина прва америчка турнеја је заказана 1928. када је Фриц Крајслер, бечки виолиниста који је такође свирао и гитару, убедио Франсиса Чарлса Копикуса из Метрополитена (Metropolitan Musical Bureau), да представи гитаристу у Њујорку.
Након Сеговијине прве турнеје по САД 1928, бразилски композитор Хеитор Виља-Лобос је компоновао своју популарну збирку од 12 етида (Douze études) и касније их је посветио Сеговији. Њихов однос је био трајан и Виља-Лобос је наставио да пише за Сеговију. Он је такође транскрибовао бројна класична дела и оживео дела записана од стране претходника попут Тареге.
Године 1932, Сеговија је упознао и спријатељио се са композитором по имену Марио Кастелнуово-Тедеско у Венецији. Пошто Марио није свирао гитару, Сеговија му је препоручио гитарске композиције које може да учи. Кастелнуово-Тедеско компоновао је велики број дела за гитару, од којих је доста посветио Сеговији. Концерт оп. 99 из 1939. је био први гитарски концерт 20. века и Кастелнуово-Тедесково последње дело у Италији, пре него што се преселио у Сједињене Америчке Државе. Концерт је први пут извео Сеговија, 1939. у Уругвају. Године 1935, први пут је извео Бахову Шасону, тешко дело за било који инструмент. Преселио се у Монтевидео, па је изводио многобројне концерте у Јужној Америци тридесетих и раних четрдесетих година.
После Другог светског рата, Сеговија је почео да снима чешће и да прави редовне турнеје по Европи и САД, и такав распоред је одржавао наредних тридесет година. Године 1954. Хоаким Родриго је посветио Fantasía para un gentilhombre (Фантазија за џентлмена) Сеговији. Сеговија је 1958. освојио Греми награду за најбољу класичну соло изведбу, за свој снимак Segovia Golden Jubilee (Сеговијин златни јубилеј). Џон В. Дуарте је посветио своју Енглеску Свиту оп.31 Сеговији и његовој жени (Emilia Magdalena del Corral Sancho) поводом њихове свадбе 1962. Сеговија је рекао композитору "Бићеш запањен успехом који ће доживети".
У знак признања за доприносе музици и уметности, Сеговија је 24. јуна 1981. добио наследну титулу маркиза Салобрење (Marqués de Salobreña) у племству Шпаније од краља Хуана Карлоса I. Андрес Сеговија је наставио да свира у својим позним годинама. У својим седемтесетим и осамдесетим био је полу-пензионисан на Обали Сунца (Costa del Sol) на југу Шпаније. Два филма су направљена о његовом животу - један када је имао 75, а други када је имао 84 године. Они су доступни на DVD-у под именом Андрес Сеговија - у портрету. Свој последњи LP, Сањарење (Reveries), снимио је у Мадриду, Јуна 1977. Године 1984, Сеговија је био тема тринаестоделне емисије на радију (National Public Radio), под именом Сеговија! Емисија је снимана у Шпанији, Француској и САД. Водио ју је Оскар Бренд, док су продуценти били Џим Андерсон, Роберт Малески и Лери Сницлер.

### Смрт
Осмог априла, три дана пре заказаног реситала у Карнеги холу, шпански музичар је примљен у болницу Кабрини у Њујорку због „срчаних неправилности.“ Остатак његове турнеје по Сједињеним Државама је отказан, уграђен је пејсмејкер и одвезен је кући у Шпанију. Умро је у Мадриду од срчаног удара са 94 године. Сахрањен је код музеја "Casa Museo de Linares", у Андалузији.

### Приватни живот
Сеговијина прва жена је била Аделаида Портиљо (брак од 1918). Друга жена (1935) је била пијанисткиња по имену Пакита Мадригера. Од 1944, одржао је везу са бразилском певачицом и гитаристкињом Олгом Прагуер Коељо, и та веза је трајала преко једне деценије. 1962, Сеговија је оженио Емилију Магдалену Корал Санчо. Имали су једног сина, Карлоса Андреса Сеговију, тренутног маркиза Салобрење.

## Техника
Сеговијина техника се разликовала од технике Фернанда Сора или Тареге и његових пратилаца, попут Емилија Пујола. Сеговија и Мигел Љобе (који је показао Сеговији неколико својих транскрипција Гранадосових дела за клавир) су окидали жице комбинацијом ноктију и врхова прстију, производећи светлији, често и снажнији тон него многи њихови савременици. Ова техника је омогућавала ширу палету боја тона, него она где се користе сами нокти. Кроз историју класични гитаристи су водили расправу о томе која од ове две је боља техника; велика већина гитариста данас свира комбинацијом нокта и прста.
После Другог светског рата, Сеговија је постао један од првих људи који су одобрили употребу најлонских жица, уместо оних прављених од животињских изнутрица. То је био напредак у одржавању интонације, као и последњи корак у стандардизацији гитаре као инструмента.

## Репертоар
Сеговијин репертоар садржао је три основна стуба: прво, савремена дела, укључујући концерте и сонате, углавном посебно писана за Сеговију лично од стране композитора са којима је стварао пословне односе. Неки од њих су са Шпанцима попут Федерика Морена Торобе, Федерика Момпуа и Хоакима Родрига, са Мексичким композитором Мануелом Понсом, италијанским Мариом Кастелнуово-Тедеском, и великим бразилским композитором Хеитором Виља-Лобосом. Друго, транскрипције (које је углавном он лично правио) класичних дела примарно писаних за друге инструменте (нпр. лаута, клавир, виолина) од Јохана Себастијана Баха, Исака Албениза, Енрикеа Гранадоса и многих других истакнутих композитора. Треће, традиционална дела за класичну гитару, која су писали композитори попут Фернанда Сора и Франсиска Тареге. Сеговија је проширио репертоар углавном као повереник или аранжер, а много мање као композитор.
Сеговија је од музике највише преферирао ону из раног 20. века, поготово у националном стилу, и у стилу шпанског модерног романтизма. Ово је можда најбоље представљено кроз сама Сеговијина дела попут Студије без светла (Estudio sin Luz). Многа дела овог и сличног стила су писана посебно за њега и формирала су део његовог главног репертоара: нарочито гитарска дела Федерика Морена Торобе (1891–1982), као што је Сонатина, коју је Сеговија први извео у Паризу 1925.
Сеговија је био избирљив и изводио је само она дела која је осетио лично. Дешавало се да одбије атонална дела, или она која је сматрао превише радикалним, чак и ако су та дела била посвећена њему. На пример, одбио је Четири кратка дела од Френка Мартина, Сеговијану од Даријуса Милхауда итд. Иако их је он одбио, та дела су данас сва објављена и доступна.

### Подучавање
Сеговија је сматрао подучавање јако битним за његову мисију пропагирања гитаре и држао је мастеркласове током читаве каријере. Он је такође предавао на музичкој академији у Сијени (Accademia Musicale Chigiana) годинама, где му је помагао Алирио Дијаз. Касније је Сеговију у предавању на академији наследио Оскар Гиглија.
Његов стил предавања је био извор контроверзе међу неким од његових бивших ученика, који су сматрали да је био сувише ауторитаран. Један од Сеговијиних најславнијих ученика класичне гитаре, Џон Вилијамс, рекао је да је Сеговија терао ученике да свирају искључиво његовим стилом, гушећи им развој сопствених стилова. Вилијамс је такође рекао како је Сеговија био презрив према музици за коју је сматрао да нема праве класичне изворе, попут јужноамеричке музике популарних корена.

### Наслеђе
Сеговија може да се сматра за једног од главних фигура које су допринеле угледу класичне гитаре као озбиљног концертног инструмента подобног експресивности и дубљој интерпретацији. Федерико Морено Тороба је рекао: "Музички извођач који ме највише фасцинира је Андрес Сеговија". Он је заслужан за приближавање класичне гитаре, као легитимног концертног инструмента, проницљивој публици која је до тада сматрала гитару ограниченим инструментом, погодним само за мање сале.
У Линаресу Сеговијин Музеј ("Fundación Andrés Segovia") је подигнут у Мају 1995. Тамо је такође подигнута бронзана статуа у његову част 25. маја 1984, коју је направио Хулио Лопез Хернандез.
Сеговија је утицао на генерацију класичних гитариста, који су учени његовој техници и музичком сензибилитету, а међу њима су великани попут Кристофера Паркенинга, Џулијана Брима и Џона Вилијамса, који су сви признали свој дуг њему. Такође, он је иза себе оставио велики број обрађених дела и транскрипција за класичну гитару, укључујући неколико транскрипција великих дела Ј. С. Баха. Током његовог живота, гитаристи су били жељни сарадње с њим. Сеговија је навео како он није заправо подучавао толико ученика колико се тврди. Једном приликом је рекао: "Широм света имам ђаке које никада нисам упознао."
Његова издања дела писаних за гитару укључују нове прстореде и понекад прерађене верзије дела из стандардног репертоара (најпознатија су његова издања 12 Студија од Фернанда Сора, камен темељац Архивирано на веб-сајту  (16. септембар 2018) сваком озбиљном ученику класичне гитаре од 1945, што је било помало иронично јер је Сеговија у предговора потценио Сора како "нема толико талента") , као и композиције писане за њега од стране Виља-Лобоса, Момпоуа... Многа од наведених дела је уређивао Сеговија, у сарадњни са композиторима, пре него што би их објављивали. Због Сеговијине склоности за мењање музичког садржаја у својим издањима ради удовољавања својих преференција у интерпретацији, многи данашњи гитаристи воле да изучавају оригиналне списе, или новија издања заснована на оригиналима како би их поредили са Сеговијиним верзијама, тако да могу да прихвате или не прихвате његове уредничке одлуке.

#### Имена
- Астероид из главног појаса 3822 Сеговија је назван по њему 1989.[42]
- Такмичење коспонзорисано од стране Европске асоцијације наставника гитаре (European Guitar Teachers Association) је названо по Сеговији[43]

## Награде
Сеговија је био награђен разним наградама и почастима, попут доктората и почасног академика, са десет универзитета. 24. јуна 1981, добио је наследну титулу маркиза Салобрење (Marqués de Salobreña) у племству Шпаније од краља Хуана Карлоса I, у знак признања његових доприноса музици и уметности. Примио је данску Сонинг награду 1974, музичку награду Ернеста фон Сименса 1985, као и Греми награду за животно дело 1986.

## Ученици
- Јован Јовичић
- Џон Вилијамс
- Елиот Фиск
- Џулијан Брим
- Оскар Гиглија
- Чарли Бирд
- Кристофер Паркенинг
- Мајкл Лауке
- Алирио Дијаз
- Антонио Мембрадо
- Абел Карлеваро